# Diplosolen latomarginatum
Diplosolen latomarginatum is een mosdiertjessoort uit de familie van de Plagioeciidae. De wetenschappelijke naam van de soort werd voor het eerst geldig gepubliceerd in 1854 door Alcide d'Orbigny.